# 旅館東屋

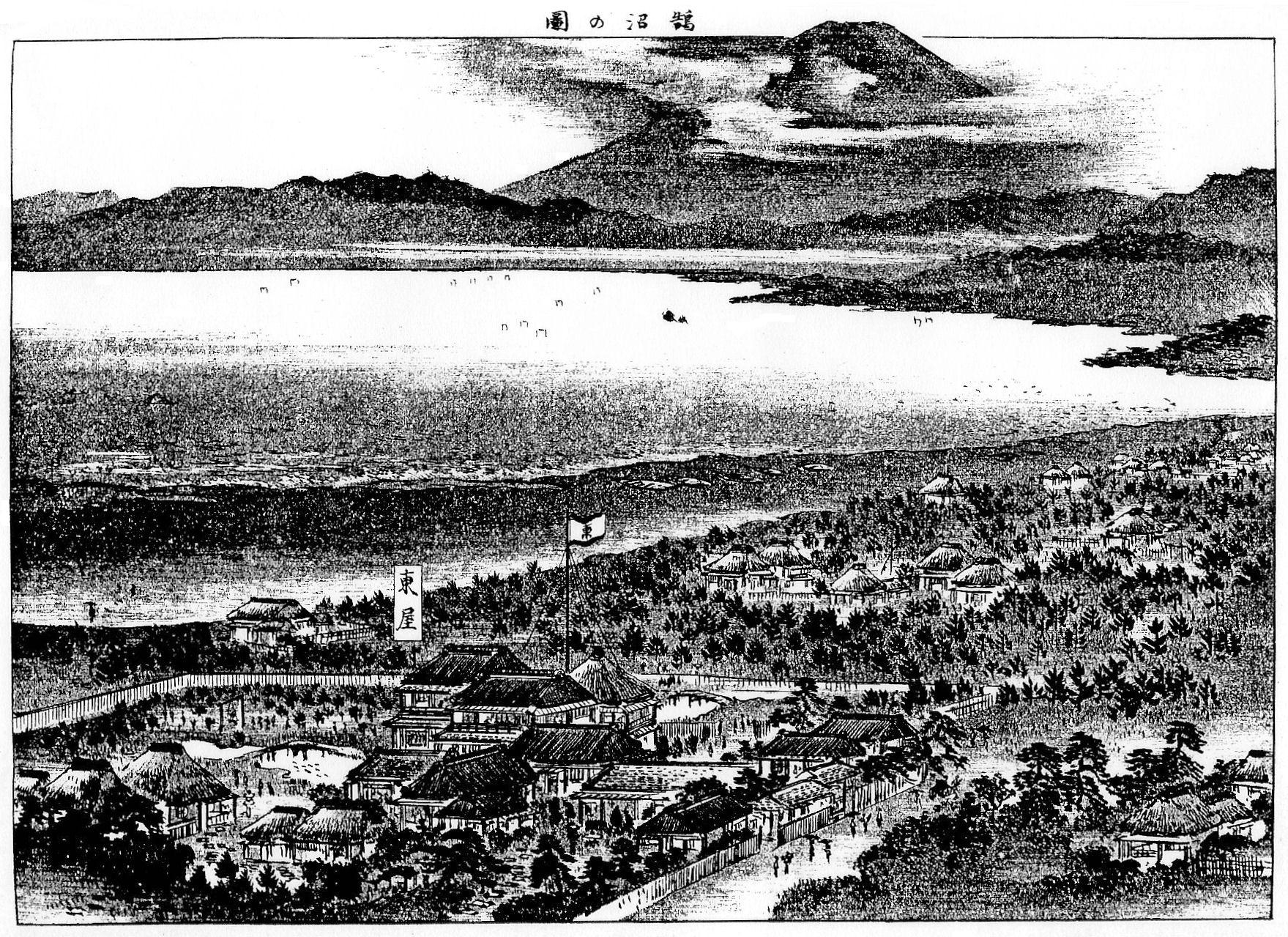
1898年8月20日の風俗画報挿絵

旅館東屋（りょかんあずまや）は、1897年（明治30年）頃から1939年（昭和14年）まで神奈川県鵠沼海岸にあった旅館である。多くの文人に愛され、「文士宿」の異名で知られる。名称は「東家」、「あづまや」とも表記される。

## 歴史

### 草創期
地曳き網の漁場があるのみの無人地帯だった鵠沼海岸でビーチリゾートへの開発が始まったのは、東海道線の開通を翌年に控えた1886年（明治19年）、鵠沼海岸海水浴場が開設され、海水浴客受け入れのため旅館「鵠沼
館」が開業したことに始まる。「武州川越の人」といわれる伊東将行が同旅館に職を得る。この伊東将行が日本初の大型別荘分譲地「鵠沼海岸別荘地」の開発を手がけ、旅館東屋を開くのである。1892年（明治25年）当初は貸別荘風のものだったが、1897年（明治30年）、旅館として新築し、初代女将に東京神楽坂の料亭「吉熊」の女中頭だった長谷川榮（ゑい）をスカウトしてきた。榮は才色兼備で、吉熊時代から人気者だった。吉熊は在京の文人たちが愛用した料亭で、ことに尾崎紅葉主宰の硯友社が常用していた。その一人広津柳浪が開業早々の東屋に滞在し、そこに榮が働いているのを見て、在京の文人たちに知れたという。これが、「文士宿」となるきっかけであった。1898年（明治31年）8月20日の『風俗画報』には、壮大な東屋のイラストが掲載されている。

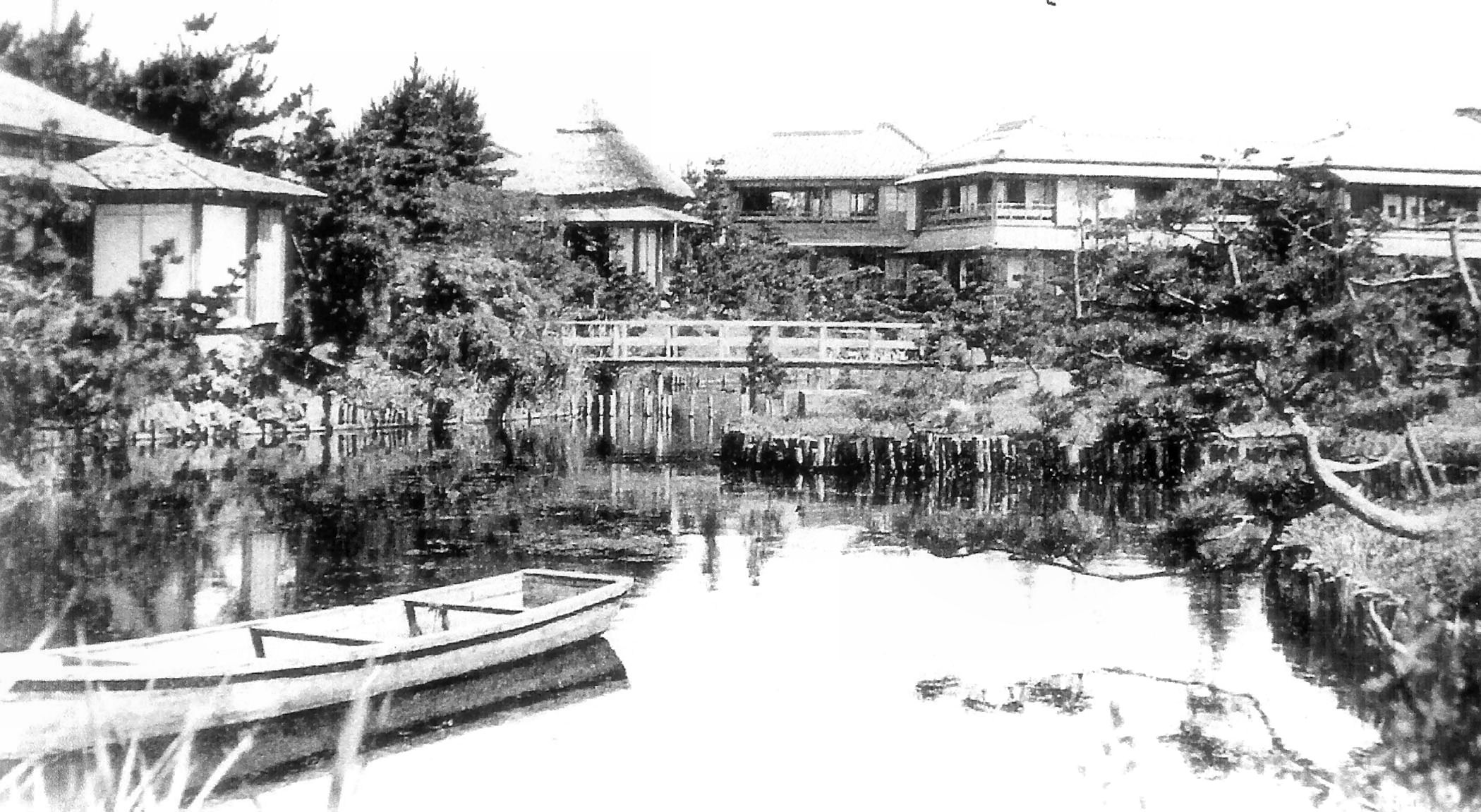
震災前の東屋本館と庭池

東屋は、神奈川県高座郡鵠沼村6642番地、現在の藤沢市鵠沼海岸二丁目8番一帯の、約2万平方メートルの広大な敷地に、舟の浮かぶ大きな庭池を持つリゾート旅館だった。魚料理が知られ、仲居が美人揃いだと評判だったという。本館は木造二階建てで客室は14、卓球室が付随していた。次第に増築した別館部分の客室は10で、庭には亭（ちん）と呼んだ離れが5棟あったというのが震災前の姿である。1906年（明治39年）には隣接して鵠沼海浜医院が開業し、その翌年には鵠沼郵便局が東屋構内に開設されたというから、鵠沼海岸のセンター的役割も果たしていた。保養地の旅館として、海水浴客や避暑、避寒の客を受け入れるばかりでなく、当時「国民病」とも呼ばれた肺結核をはじめとする転地療養の目的でも利用された。藤沢に隣接する湘南の諸都市、鎌倉、茅ヶ崎、平塚には結核療養所が次々に開業したが、藤沢には地元の反対も根強く、結核療養所はなかった。東屋はその代わりにも使われたのである。1900年（明治33年）から翌年にかけて長期逗留した斎藤緑雨はその代表例である。大正時代には大杉栄や北村初雄が知られ、北村は東屋で没した。
1902年（明治35年）9月1日、江之島電気鉄道が営業運転を開始すると、伊東将行は、鵠沼海岸別荘地開発の仕事が多忙になり、東屋の経営権は長谷川榮に委ねられた。長谷川家には成人した兄弟が6人、うち5人が女性で、男性は長谷川繁蔵だけだった。繁蔵は長男・長谷川欽一が誕生して間もなく病床に伏し、欽一は2歳で鵠沼の伯母・榮のもとで育てられる。

### 大正文化と東屋
繁蔵は欽一が3歳に時に病没し、長谷川家の家督は長谷川欽一が引き継ぐこととなる。すなわち、東屋の経営権は長谷川欽一にあると長谷川家は解釈し、伊東家側と意見の対立が生じたが、1920年（大正9年）には和解した模様である。幼い欽一の後見人には、榮の末妹・長谷川寿々と結婚した後藤栄が当たった。1906年（明治39年）、伊東将行は、埼玉県吹上出身の医師・福田良平を招聘したが、彼は後に榮の妹・長谷川蝶と結婚した。1907年（明治40年）、榮の姉・杉村たかが協議離婚の末長谷川姓に戻って、長男・龍三（後の画家・長谷川路可）と共に本籍を鵠沼村に移す。たかは鵠沼に移住して妹を助けることになるが、龍三は暁星学校の寄宿舎で生活し、鵠沼には長期休業の時に帰省する程度だった。またこの年、志賀直哉と武者小路実篤が東屋に滞在して『白樺』発刊を相談し、これがやがて白樺派を生みだしたことは特記すべきだろう。
1916年（大正5年）1月、東屋の初代女将・長谷川榮は、腸閉塞のため鎌倉の病院で急死する。その跡を嗣いで、しっかり者の姉・長谷川たかが二代目女将となる。たかの手で東屋はさらに発展し、藤沢町を代表する湘南随一の名旅館となっていった。鵠沼海岸別荘地開発も軌道に乗った1920年（大正9年）7月29日、伊東将行が脳溢血で死去する。享年75だった。同年9月12日、伊東将行の功績を顕彰する鵠沼海岸別荘地開発記念碑が鵠沼 賀来神社境内に建設される。
たかの一人息子・龍三は東京美術学校に進み、日本画を修得する。1921年（大正10年） 、日本画家長谷川路可として美術学校を卒業後、直ちにフランスに留学した。従弟の長谷川欽一も1922年（大正11年） 、路可を頼ってフランスへ遊学する。ソルボンヌで学び、音楽評論家を目指す予定だったという。ところが、1923年（大正12年）9月1日に起こった大正関東地震（震源：相模湾東部）で東屋は倒壊。庭池には津波の浸水もあった。欽一は東屋復興のため志半ばでフランス遊学から呼び戻される。

### 震災後

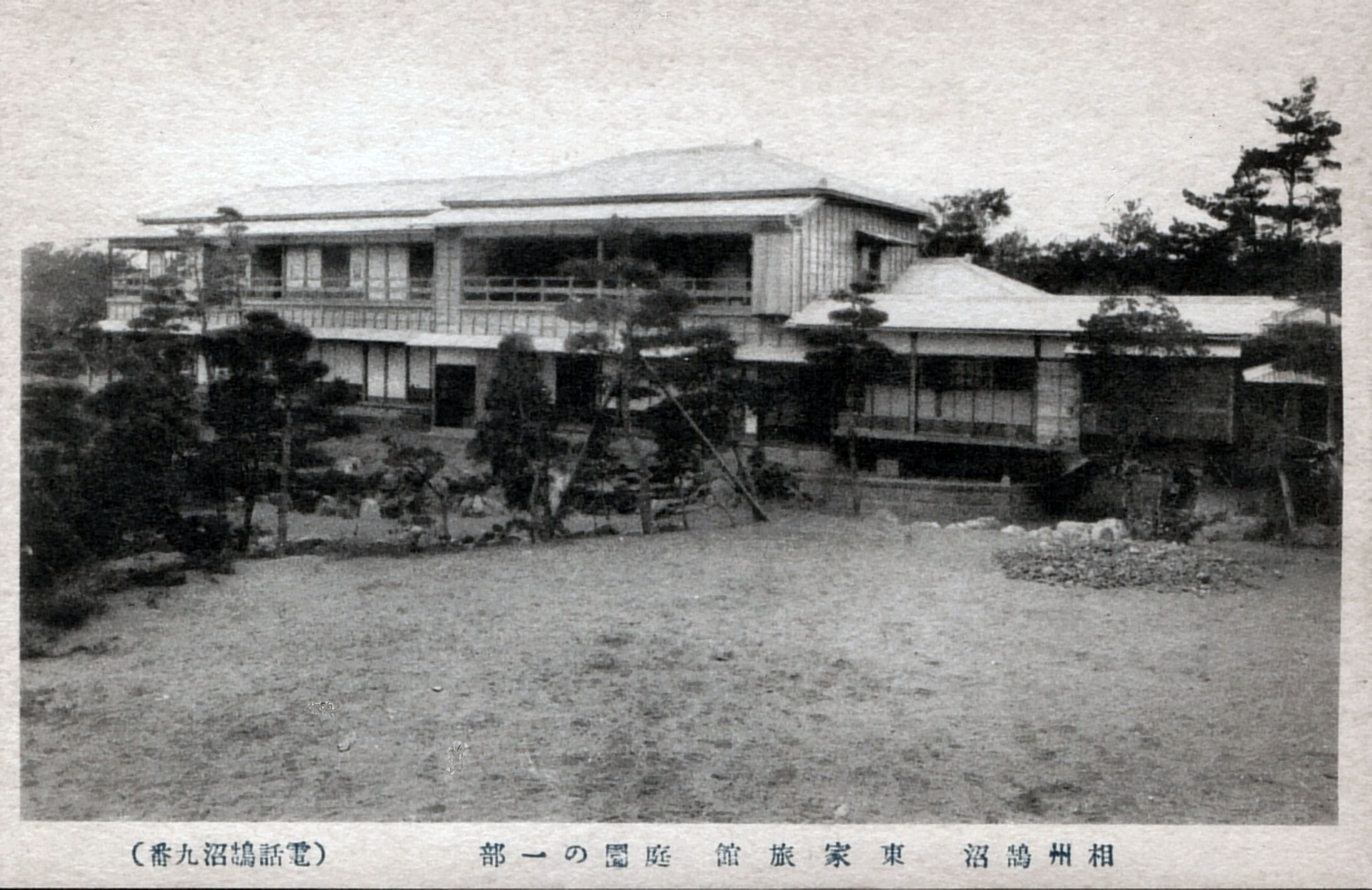
震災後の東屋庭園と本館

1924年（大正13年）、再建して営業を始めた東屋は、次のような規模であった。本館の客室数は10、2棟の離れは計7室と部屋数は減ったが、それぞれ次の間つきで独立性の高いものになった。別に大広間が設けられ、大宴会も可能になった。また、ビリヤード場も設けられ、後にはダンスホールも建てられた。庭園は庭池の面積を縮小し、当時としては数少ない硬球のテニスコートが2面、敷地の一角に造られた。後には、人力車時代から自動車時代への転換に応じて、車寄せをつけたり湘南遊歩道路側に石畳舗装をした「海浜口」という門を設けたりした。この石畳は現在も残っている。
年号が大正から昭和に替わる1926年（大正15年）1月、芥川龍之介の妻文子の弟・塚本八洲が療養のため鵠沼に移住。この転地が、芥川の鵠沼滞在の契機となった。2月から5月、芥川龍之介が妻と三男也寸志をともなって初めて東屋に滞在、『追憶』を発表し始める。7月20日には東屋の北方にあった貸別荘「イ-4号」を借りて移住し、夏休みに入った長男・比呂志、次男・多加志も呼び寄せて住む。この「イ-4号」というのは、伊東家が東屋の周辺に建てた十数戸の貸別荘の一つで、「イ」は伊東家を表すというが、一般には「東屋の貸別荘」と認識されている。この年に東屋に宿泊した文人は10人以上が判明しており、ほとんどが芥川龍之介との面会を目的にしている。
昭和に入ると、東屋に滞在する文人は極端に減少する。1936年（昭和11年）、川端康成が滞在して少女小説『花のワルツ』を執筆した記録と、武者小路実篤が1935年、1938年、1939年、1940年（廃業後）東屋に滞在して執筆した記録が目立つが、もはや「文士宿」としての東屋の役割は終わったと見て良いだろう。1929年（昭和4年）4月1日、小田原急行鉄道江ノ島線が開通し、鵠沼海岸駅が開設されて「直通」の停車駅となり、アクセスは抜群に向上した。しかしこのことは、ビーチリゾートの滞在型旅館としての性格を失わせる結果となり、むしろ藤沢町の賓館として、接待や宴会場として使われたようである。海岸では神奈川県主導による観光地開発が進められ、魚附砂防林の植栽（1928年（昭和3年））、恒久建物の鉄道省海の家開設（1931年（昭和6年））、西洋風の「鵠沼ホテル」開業（1933年（昭和8年））、湘南遊歩道路（後の国道134号）開通（1935年（昭和10年））、県立鵠沼プール開場（1937年（昭和12年））などが相次ぎ、多くの海水浴客でつかの間の賑わいを見せる。しかし一方では世界恐慌から日中戦争へと軍国主義の暗い影が忍び寄る時代でもあった。

### 東屋の終焉
1927年（昭和2年）、フランス留学より帰国した画家長谷川路可は、東屋の西方にアトリエを構え、近所の若者のために画塾を開いた。小田急が開通すると、大和学園高等女学校(現・聖セシリア女子高校)に職を得て、南林間まで通勤し、美術を担当する。路可の鵠沼生活は10年ほどで、1937年（昭和12年）鵠沼より東京目白へ転出し、病弱となった母・長谷川たかを呼び寄せる。1938年（昭和13年）9月7日、東屋二代目女将・長谷川たかは、目白で死去した。墓所は鵠沼海岸の本眞寺である。
それから1年、1939年（昭和14年）9月11日、長谷川欽一は東屋を廃業する。翌日の『東京日々新聞』は、「突如廃業の声明」「鵠沼名物”文士宿”」と東屋の廃業をかなり大きく報道した。
ここに湘南随一とうたわれた名旅館「東屋」は、半世紀近い歴史を閉じたのである。

## その後
廃業後も旅館東屋の建物は戦後まで残っていたが、1957年以降切り売りされ、今は見る影もない。ここに大旅館があったなどとは考えにくい状況である。
1950年（昭和25年）、伊東将行の孫で将行の養子となった伊東将治が、旅館東屋跡から西方、鵠沼ホテル跡地に割烹料亭「東家」を開く。この料亭東家は、1995年（平成7年）12月31日に廃業するが、ごく最近まであったので、旅館東屋と混同されることが多い。藤沢市史をはじめいくつかの文学史研究書にも誤りが見られる。

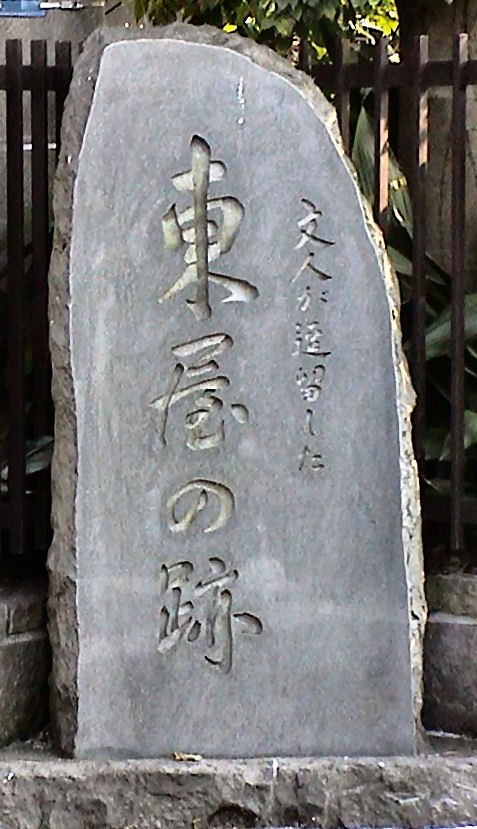
文人が逗留した 東屋の跡碑

1997年（平成9年）11月25日、朝日新聞記者の高三啓輔が『鵠沼・東屋旅館物語』という優れた書籍を刊行した。同書は第12回大衆文学研究賞を受賞している。
1998年（平成10年）夏、小説家・佐江衆一（財団法人「神奈川文学振興会』理事）は、藤沢市へ「東屋」記念碑の設置を提唱した。2001年（平成13年）3月22日、それは実現し、「東屋記念碑」設置記念式典（鵠沼公民館）が開かれ、除幕式が執り行われた。
現在、旅館東屋を偲ぶものとして、次のものがかろうじて見られる。
- 東屋記念碑 - 東屋北西偶（藤沢市鵠沼海岸2-8-26）
  - 2001年3月22日、藤沢市教育委員会が建立。揮毫は佐江衆一。文面「文人が逗留した 東屋の跡」
  - 説明板は「鵠沼を語る会」が担当。
鵠沼海岸駅前とマリンロード商店街有田商店角に案内標柱、鵠沼公民館前に案内板が立っている。
- 東屋海浜口門柱 - 2005年8月に残っていた片方だけを鵠沼公民館裏庭に移設。解説板設置。
- 東屋海浜口の石畳 - 2005年11月に改修。門柱跡にプレート埋設。
- 東屋の亭（ちん） - 鵠沼唯一の茅葺き屋根。某氏の茶室として利用。
- 東屋別館 - 外壁は改修されたが某氏の住居として利用。僅かに庭池の名残も見られる。戦後白井喬二が借り受け、「江望荘」と名付けて住んだところ。

## 投宿した主な文人
東屋には宿帳をはじめ重要な記録類は一切遺っていない。以下の人々については、小山文雄の文人の日記や書簡を永年にわたって調査した結果が『個性きらめく』、『続個性きらめく』、『神奈川近代文学年表〈明治編〉』、『神奈川近代文学年表〈大正・昭和前期編〉』に掲載されているものを基本に整理したものである。
- 明治時代
  - 広津柳浪（1897年）小説『くされ縁』を執筆。
  - 小泉八雲（1898年）家族と共に東屋に3週間滞在。
  - 斎藤緑雨（1900年）結核療養のため東屋に長期滞在。『日記』を残す。
翌年、東屋の仲居金澤タケ（フミ）を伴い、鵠沼を後にフミの実家のある小田原に発つ。小田原で結婚。
  - 與謝野寬（1901年）斎藤緑雨を訪ねる。
  - 徳冨蘆花（1901年）滞在中の斎藤緑雨を訪ねる。その前の『おもひ出の記』取材の際は「鵠沼館」に止宿。
  - 馬場孤蝶（1901年）滞在中の斎藤緑雨を訪ねる。
  - 高山樗牛（1902年）結核療養のため東屋に短期滞在。病状悪化から平塚の杏雲堂病院に10月25日に入院し、2か月後没。
  - 武者小路実篤（1906年、1907年、1912年）
  - 志賀直哉（1907年、1911年）
1907年、武者小路実篤と東屋に滞在して『白樺』発刊を相談[5]。
  - 石橋思案・川上眉山・武内桂舟・久我亀石・巖谷小波・細川風谷・広津柳浪（1908年）、
文学結社硯友社一行、東屋へ遠足。
  - 今井達夫（1909年）(5歳)、父親の療養のため、両親と共に鵠沼「東屋旅館」の貸別荘で過ごす。
  - 里見弴・中村貴之（1909年）
里見が「白樺」に連載した「君と私と」（のち「君と私」に改題）にその一夏のことを書いている。さらに、1920年雑誌「改造」に連載した『潮風』はこの一夏の思い出を下敷きにした中編小説である。
  - 谷崎潤一郎（1911年）『悪魔』を執筆。翌年にも滞在。
  - 久保田万太郎（1912年、1917年）祖母を連れて滞在、『末枯』を執筆。
- 大正時代（震災前）
  - 志賀直哉（1912年）一家で鵠沼に遊び、後に小品『鵠沼行』として発表[6]。
  - 武者小路実篤（1914〜1915年）戯曲『その妹』の執筆を開始[7]以後鵠沼海岸別荘地の貸別荘（芳藤園、川元別荘）を借りる。
  - 有島武郎（1915年）東屋で武者小路実篤に会う[7]。
  - 芥川龍之介（1918年）滞在中の谷崎潤一郎のもとに泊まる[7]。
  - 谷崎潤一郎（1918年）東屋の亭にせい子と滞在。小説『金と銀』『小さな王国』を執筆。
  - 佐藤春夫（1918年、1921年）1918年は芥川龍之介と谷崎潤一郎を訪問。1921年は『都会の憂鬱』を執筆。
  - 宇野浩二（1920年、1921年、1922年）東屋で執筆[8]。
  - 武林無想庵（1920年）『性欲の触手』を執筆。
  - 中平文子（1920年）中央新聞の記者
後の宮田文子。内藤千代子の紹介で武林無想庵と出会い、東屋で結婚[9]。
  - 與謝野寬・與謝野晶子・北原白秋・西村伊作（1920年）
12月9日に連れだって泊まり、歌作を愉しんだ。
  - 吉屋信子（1921年）『海の極みまで』を書きつぐ。吉屋信子の定宿は東屋北方の「中屋」で、東屋止宿はこの時のみ。
  - 大杉栄（1921〜1922年）結核療養のため滞在して『自叙伝』を書き始める。吉屋信子と面会。
  - 江口渙（1921年）宇野浩二を追って東屋にくる。
  - 徳田秋声（1920年、1921年）後に『私の見た人』を執筆。
  - 芥川龍之介（1921年、1922年）
  - 久米正雄（1922年）
  - 北村初雄（1922年）東屋で静養。12月2日、東屋にて病没。
- 震災以後
  - 久米正雄（1924年）東屋に滞在。作品を執筆。
できたばかりのテニスコートで長谷川欽一とプレーしている写真がある。
  - 馬海松（マ・ヘソン、雑誌記者、1924年）久米正雄の原稿受け取りに東屋を訪れ、文藝春秋1925年1月号に『鵠沼行』を発表。
  - 芥川龍之介（1926年）滞在。『追憶』を発表し始める。『鵠沼雑記』に東屋が登場。
後に東屋貸別荘に借家。以後翌年1月ごろまで鵠沼を生活の本拠とする。『蜃気楼』に東屋が登場。
  - 芥川也寸志（嬰児期、1926年）
  - 蒲原春夫（1926年）東屋に芥川龍之介を訪ねる。
  - 古木鉄太郎（1926年）「改造」の編集記者、東屋に滞在中の芥川龍之介から原稿を受け取る。
  - 神崎清（1926年）東屋に芥川龍之介を訪ねる。
  - 山本実彦（1926年）芥川龍之介を訪ねる。
  - 小穴隆一（洋画家、1926年）東屋「イ-2号」に居住(龍之介の親友で『蜃気楼』O君のモデル）。
  - 堀辰雄（1926年）芥川龍之介を訪問。
  - 小澤碧童（1926年）小穴隆一と芥川龍之介を見舞う。
  - 斎藤茂吉・土屋文明（1926年）スルガランを手土産に連れだって芥川龍之介を見舞う。
  - 恒藤恭（法哲学者で龍之介の親友、1926年）芥川龍之介と面会。
  - 菊池寛（1926年）芥川龍之介と面会。
  - 葛巻義敏（龍之介の甥。1926年）龍之介の二階家に来て一緒に泊まる。
  - 羽仁説子（1926年）東屋で転地療養。
  - 土方与志（演出家、長谷川路可の友人、1928年）東屋に滞在して結核療養。
  - 宮本百合子・湯浅芳子（1930年）
  - 武者小路実篤（1935年、1938年、1939年、1940年＝廃業後）東屋に滞在して執筆。
  - 川端康成（1936年）東屋に滞在。少女小説『花のワルツ』を執筆[10]。
  - 白井喬二（1958年）旧東屋の別館を借り受け、「江望荘」と名付けて3年間執筆活動しながら静養生活。
これらの他に広津和郎、佐佐木茂索、大佛次郎、岸田劉生、内藤千代子も東屋来訪の記録があるが、止宿したかどうかが判明しない。